# 7311 Hildehan
7311 Hildehan è un asteroide della fascia principale. Scoperto nel 1995, presenta un'orbita caratterizzata da un semiasse maggiore pari a 2,8330562 UA e da un'eccentricità di 0,0494073, inclinata di 2,23973° rispetto all'eclittica.